# Área metropolitana de Helsinki

La región capital y Gran Helsinki

El área metropolitana de Helsinki o Gran Helsinki es el conglomerado urbano que forman la Región capital (Helsinki, Vantaa, Espoo y Kauniainen) y las poblaciones cercanas. Se localiza al sur de Finlandia, en la costa del golfo de Finlandia. El área tiene una población de 1.4 millones de habitantes aproximadamente, lo que corresponde a poco más del 25% del total demográfico de Finlandia.
Esta región es la más urbanizada en el país, y es por mucho el centro comercial, cultural y económico más importante de Finlandia. Ocho de las 20 universidades más importantes de Finlandia se encuentran en el área metropolitana de Helsinki; además de que en esta zona se encuentra el aeropuerto más importante del país, el aeropuerto de Helsinki-Vantaa.

## Estadísticas
A continuación se listan los principales municipios que conforman el área metropolitana de Helsinki:
| Municipio (nombre sueco)     | Superficie (km²) | Población (30/8/2013) | Densidad de población (habitantes/km²) |
| ---------------------------- | ---------------- | --------------------- | -------------------------------------- |
| Helsinki (Helsingfors)       | 184              | 607 991               | 2834                                   |
| Espoo (Esbo)                 | 312              | 259 383               | 830                                    |
| Vantaa (Vanda)               | 241              | 206 960               | 868                                    |
| Kauniainen (Grankulla)       | 6                | 8860                  | 1506                                   |
| Área metropolitana (total)   | 745              | 1 083 194             | 1453                                   |
| Hyvinkää (Hyvinge)           | 323.2            | 45 749                | 141                                    |
| Nurmijärvi                   | 362              | 40 796                | 112                                    |
| Järvenpää (Träskända)        | 37               | 39 631                | 1055                                   |
| Tuusula (Tusby)              | 220              | 38 012                | 173                                    |
| Kirkkonummi (Kyrkslätt)      | 365              | 37 668                | 102                                    |
| Kerava (Kervo)               | 31               | 34 601                | 1130                                   |
| Vihti (Vichtis)              | 522              | 28 750                | 55                                     |
| Sipoo (Sibbo)                | 364              | 18 802                | 55                                     |
| Suburbios exteriores (total) | 1379             | 284 009               | 205                                    |
| Total                        | 2970,6           | 1 367 203             | 460                                    |